# أوكلي (باكينجهامشير)
اكلي (بالإنجليزية: Akeley, Buckinghamshire)‏ هي قرية و أبرشية مدنية تقع في المملكة المتحدة في إنجلترا.  يقدر عدد سكانها بـ 514 نسمة .